# Zornia pardina
Zornia pardina är en ärtväxtart som beskrevs av Robert H Mohlenbrock. Zornia pardina ingår i släktet Zornia och familjen ärtväxter. IUCN kategoriserar arten globalt som livskraftig.

## Underarter
Arten delas in i följande underarter:
- Z. p. crinita
- Z. p. pardina
- Z. p. vichadana